# 4 Meses, 3 Semanas e 2 Dias
4 Meses, 3 Semanas e 2 Dias (no original, 4 luni, 3 săptămâni şi 2 zile) é um filme romeno de 2007 escrito e dirigido por Cristian Mungiu. A película foi a vencedora do Palma de Ouro no Festival de Cannes de 2007.
O filme é ambientado na Romênia no anos finais do ditador comunista Nicolae Ceauşescu no fim da década de 1980, contando a trágica história de duas estudantes, colegas de quarto no alojamento universitário, que tentam praticar aborto ilegalmente.
O orçamento foi de pouco menos de seiscentos mil euros.

## Sinopse
O filme conta a história de Otilia Mihartescu e Gabriela Dragut, duas amigas universitárias romenas de Bucareste. Quando Gabriela engravida, as duas garotas arranjam um encontro com Bebe num hotel, onde é contratado para fazer um aborto ilegal (a Romênia comunista tinha uma política de natalidade que visava ao crescimento agressivo de sua população e, portanto, proibia o aborto por razões práticas).
Quando Bebe descobre que Gabriela estava grávida de quase cinco meses, resolve exigir de ambas favores sexuais, além do pagamento em dinheiro.

## Elenco
- Adi Carauleanu
- Luminiţa Gheorghiu
- Vlad Ivanov.... Bebe
- Anamaria Marinca.... Otilia Mihartescu
- Alexandru Potocean
- Laura Vasiliu.... Gabriela Dragut
- Mădălina Ghiţescu